# Општина Молдовени (Њамц)
Молдовени (рум. Moldoveni) општина је у Румунији у округу Њамц.
Oпштина се налази на надморској висини од 309 m.